# Hermann Warmboeke
Hermann Warmboeke (* in Lübeck; † 19. August 1600 ebenda) war ein Syndicus und Bürgermeister der Hansestadt Lübeck.

## Leben

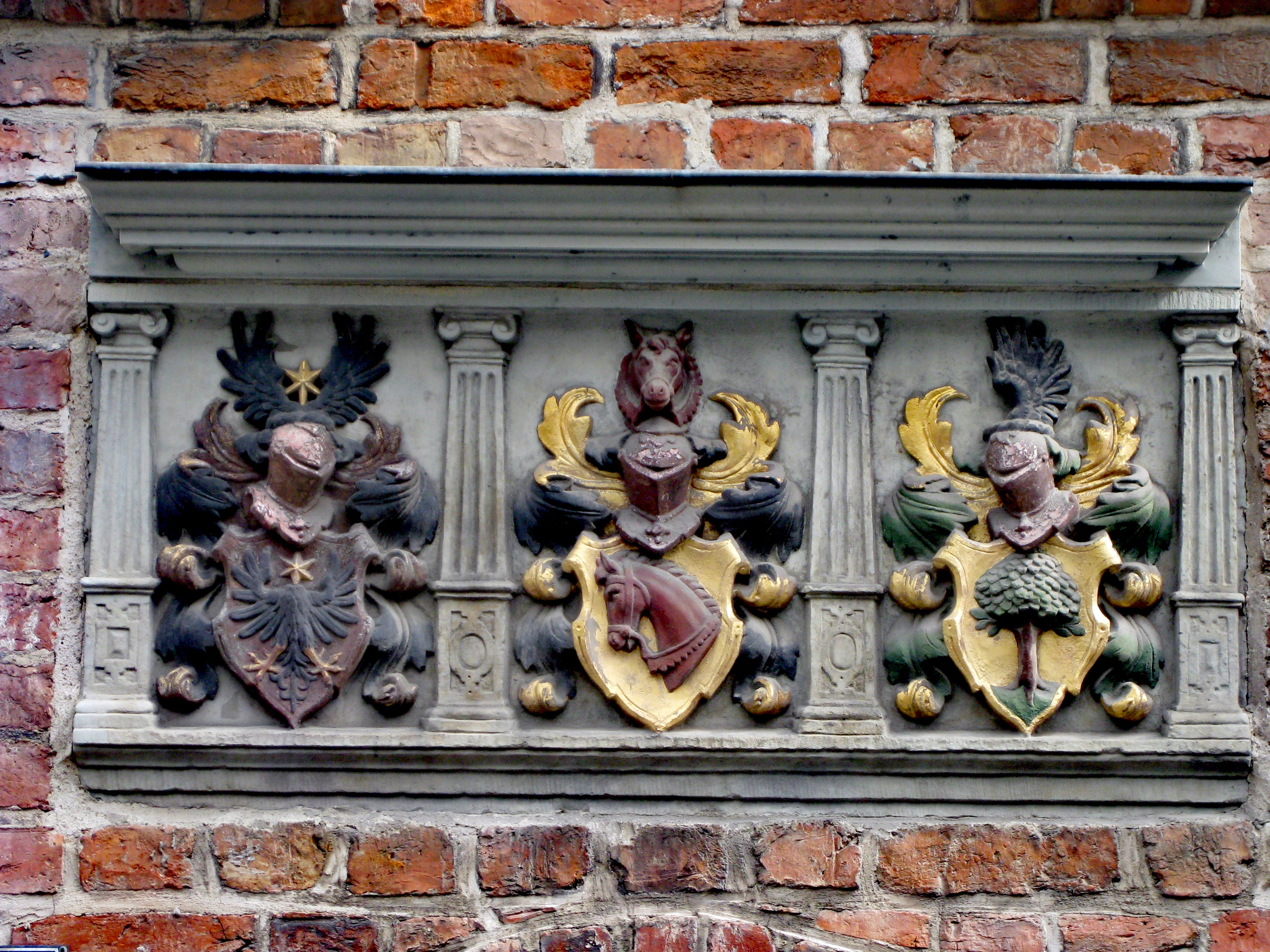
Wappen der Ratsfamilien Lunte, Bruskow und Warmböke über dem Zugang zu Bruskaus Gang in Lübeck

Hermann Warmboeke war Sohn des Lübecker Ratsherrn Hieronymus Warmboecke und Enkel des Lübecker Ratsherrn Heinrich Warmboeke. Er immatrikulierte sich am 15. Oktober 1556 als Hermannus Warmbück an der Universität Wittenberg und studierte Rechtswissenschaften. Er promovierte zum Doktor der Rechte. Nach dem Studium trat er zunächst in die Dienste Herzog Erichs II. des Jüngeren von Braunschweig-Lüneburg und wurde Rat und Gerichtspräsident im Fürstentum Calenberg. 1573 wurde er Syndicus seiner Heimatstadt Lübeck und dort 1589 zum Bürgermeister gewählt. Er starb im Jahr 1600 und wurde in der Lübecker Marienkirche begraben, wo er ein Wappenepitaph gesetzt erhielt, welches 1800 abgebrochen wurde.
Hermann Warmboeke war Schwiegersohn des Ratsherrn Paul Wibbeking.